# Бошко Радулович
Бошко Радулович (6 жовтня 1996) — чорногорський плавець. Учасник Чемпіонату світу з водних видів спорту 2017 на дистанції 50 метрів батерфляєм.
Учасник Чемпіонату світу з водних видів спорту 2019 на дистанціях 50 метрів вільним стилем і 50 метрів батерфляєм.